# アベンジャーズ/ドゥームズデイ
『アベンジャーズ/ドゥームズデイ』（原題: Avengers: Doomsday）は、マーベル・コミックのスーパーヒーローチーム「アベンジャーズ」をベースとした、2026年公開予定のアメリカのスーパーヒーロー映画。監督はアンソニー・ルッソ、ジョン・ルッソが務め、脚本はマイケル・ウォルドロンとスティーヴン・マクフィーリーが務め、ロバート・ダウニー・ジュニア、ペドロ・パスカル、ヴァネッサ・カービー、ジョセフ・クイン、エボン・モス＝バクラックらが出演する。
マーベル・スタジオが製作し、ウォルト・ディズニー・スタジオ・モーション・ピクチャーズ配給する。「アベンジャーズ」シリーズの5作目であり、『アベンジャーズ/エンドゲーム』（2019年）の続編。また、「マーベル・シネマティック・ユニバース」（MCU）の38作目である。

## あらすじ
サノスとの最終決戦の余波で分断された宇宙で、アベンジャーズ、サンダーボルツ改めニュ・ーアベンジャーズ、別次元のヒーローチーム:ファンタスティック・フォー、"オリジナル"のミュータントの集団:X-MENが力を合わせ、全宇宙のバランスを崩しかねない脅威、ドクター・ドゥームに立ち向かう。

## 登場人物・キャスト

### アース616（Earth-616）
アベンジャーズ、ニュー・アベンジャーズが活動する、物語の主軸となる世界。

### アベンジャーズ
サム・ウィルソン / キャプテン・アメリカ（3代目）
演 - アンソニー・マッキー
スティーブ・ロジャース / キャプテン・アメリカ（初代）の親友兼元相棒であり元落下傘兵にして、かつてはファルコンとして活動していた、高性能ウィング・パックを駆使するアベンジャーズの新たなリーダー。ロスとの約束を果たすべく、アベンジャーズの再結成へと乗り出す。
ホアキン・トレス / ファルコン（2代目）
演 - ダニー・ラミレス
サムの友人で協力者であるアメリカ空軍中尉。サムにスーツを託され、“ファルコン”を襲名する。サムと共にアベンジャーズの再結成へと乗り出す。
ブルース・バナー / ハルク
演 - マーク・ラファロ
ガンマ線を大量に浴びた結果、激怒したり興奮したりすると緑色の大男“ハルク”に変身する体質となった天才生物学者にして、アベンジャーズ結成時からのメンバーである。
サノスとの最終決戦後は、従姉妹であるジェニファー・ウォルターズ / シー・ハルクにパワーの訓練を施し、その後ソーと同様に地球を離れて宇宙を旅している。
スコット・ラング / アントマン
演 - ポール・ラッド
元泥棒にして、アベンジャーズの一員である2代目アントマン。エンジニアとしての技術を使いカスタマイズした縮小・拡大できるアントマンスーツを、初代アントマンであるハンク・ピムから受け継ぎ活動する。
シュー・シャン・チー
演 - シム・リウ
ホテルマンとして働く青年であり、伝説の腕輪:テン・リングスの使い手の武闘家。
ジェームズ・“ローディ”・ローズ / ウォーマシン
演 - ドン・チードル
アメリカ空軍大佐にして、トニーの親友兼相棒であるアベンジャーズのメンバー。アイアンマン・アーマーと同等のパワードスーツである“ウォーマシン・アーマー”を身にまとって戦う。
キャロル・ダンヴァース / キャプテン・マーベル
演 - ブリー・ラーソン
元アメリカ空軍パイロット。その身にスペース・ストーン由来のスーパーパワーを宿し、宇宙空間でも活動できる超人であるアベンジャーズのメンバー。
ソー
演 - クリス・ヘムズワース
北欧神話の雷神“トール”のモデルであり、アスガルド最強の雷神にしてアベンジャーズ結成時からのメンバー。
現在は地球を離れ、ゴアの娘ラブと二人で宇宙各地の問題や争いをヒーローとして解決するべく宇宙を旅している。

### ニュー・アベンジャーズ（サンダーボルツ）
エレーナ・ベロワ / ブラック・ウィドウ（2代目）
演 - フローレンス・ピュー
“レッドルーム”出身の暗殺者であり、今は亡きナターシャ・ロマノフ/ブラック・ウィドウ（初代）の義妹。現在はニュー・アベンジャーズのメンバーであり、義姉であるナターシャのコードネームであるブラック・ウィドウを襲名した。
バッキー・バーンズ / ホワイトウルフ
演 - セバスチャン・スタン
サンダーボルツ改め、ニュー・アベンジャーズのリーダー。第二次世界大戦中に行方不明になり、ヒドラによって同組織の暗殺者“ウィンター・ソルジャー”に改造・洗脳された、スティーブ・ロジャース/キャプテン・アメリカ（初代）の親友にして元相棒。ワカンダにてヒドラの洗脳を解かれた後、国王のティ・チャラからホワイトウルフの名とヴィブラニウムの義手を授かった。現在はアメリカ下院議員として活躍している。
エイヴァ・スター / ゴースト
演 - ハナ・ジョン＝カーメン
幽霊の如くあらゆる物質をすり抜ける量子フェージング能力を持つ女性。量子フェージング能力を彼女自身で一定時間だが制御しており、現在はニュー・アベンジャーズのメンバーである。
ジョン・ウォーカー / U.S.エージェント
演 - ワイアット・ラッセル
かつてアメリカ政府に新しいキャプテン・アメリカ（2代目）に指名され活躍した、元アメリカ陸軍の兵士にして超人兵士。フラッグ・スマッシャーズとの戦いの後、ヴァレンティーナからU.S.エージェントのコードネームと役職を得る。現在はニュー・アベンジャーズのメンバーである。
アレクセイ・ショスタコフ / レッド・ガーディアン
演 - デヴィッド・ハーバー
“キャプテン・アメリカ”に対抗する目的でソ連が生み出した超人兵士であり、以前の任務ではナターシャとエレーナの“父親”を演じていた男。現在はニュー・アベンジャーズのメンバーである。
ロバート・“ボブ”・レイノルズ / セントリー
演 - ルイス・プルマン
ヴァレンティーナの会社:OXE社（オックスグループ）が行っていた"セントリー計画"の被験者で、偶然生き残っていてカプセルに封印されていた民間人の男。ニューヨークで裏の人格"ヴォイド"と化し猛威を振るったが、サンダーボルツの尽力により無力化し、現在はニュー・アベンジャーズの元で保護され、雑務をこなしながら安全に暮らしている。

### ワカンダ
シュリ / ブラックパンサー
演 - レティーシャ・ライト
今は亡きティ・チャラ / ブラックパンサーの妹で、ワカンダ王国の王女でありヴィブラニウム工学の天才科学者・発明家。タロカンとの戦争の最中、人工ハーブの再生に成功し、それを飲んだことによって新たなブラックパンサーとなる。
エムバク
演 - ウィンストン・デューク
ワカンダの山奥に住む民族“ジャバリ族”のリーダーであり博識で強力な戦士。軽率で軽口ばかり叩いているも、誰よりもワカンダのことを思っている。

### タロカン帝国
ネイモア
演 - テノッチ・ウエルタ・メヒア
海の王国タロカン帝国の王。別名：ククルカン（羽を持つ蛇の神）。
両足首から小さな羽のような物が生えており、空中を自由自在に動き廻ることが出来る。また出自の経緯から、他のタロカン帝国の民とは肌の色が異なりマスクを装着せずとも地上での呼吸が可能だが、地上（特に、砂漠などの高温の場所）に長い間留まり過ぎると、体内の水分が失われて意識が朦朧としたりする等の異変に見舞われてしまうという弱点を持っている。
以前ワカンダと戦争を繰り広げていたが、ブラックパンサーとなったシュリとの激戦の後に和解し、ワカンダと同盟を結んだ。

### マスターズ・オブ・ミスティック・アーツ
スティーヴン・ストレンジ / ドクター・ストレンジ
演 - ベネディクト・カンバーバッチ
交通事故でキャリアを終えた後に、マスターズ・オブ・ミスティック・アーツの魔術師となった元天才神経外科医。サノスとの最終決戦で、アベンジャーズと共に世界を救ったことから一気に有名なスーパーヒーローとなった。
謎の女性とインカージョン修復の為に暗黒次元へと旅立ち、現在は行方不明となっている。

### アース828（Earth-828）
ファンタスティック4が活動している世界。
リード・リチャーズ / ミスター・ファンタスティック
演 - ペドロ・パスカル
アース828のヒーローチーム・ファンタスティック4のリーダー。宇宙での事故により、身体をゴムのように自由自在に伸ばすことができる能力を持つようになる。
『サンダーボルツ*』にて、突然自分達の宇宙船がMCUの宇宙へと転移し、それがニュー・アベンジャーズによって発見される事となった。
スー・ストーム / インビジブル・ウーマン
演 - ヴァネッサ・カービー
ジョニーの姉でチームのメンバー。事故により透明人間になる能力を得る。
ジョニー・ストーム / ヒューマン・トーチ
演 - ジョセフ・クイン
スーの弟でチームのメンバー。事故により全身に炎を纏い飛行できる身体となる。
ベン・グリム / ザ・シング
演 - エボン・モス＝バクラック
元宇宙飛行士でチームのメンバー。事故により人間の姿から全身に岩のようなものを纏った姿となり、驚異的な怪力を発揮出来るようになった。

### アース10005
ウェイド・ウィルソン / デッドプール
演 - ライアン・レイノルズ
元特殊部隊員で傭兵であり、ニューヨークでトラブルシューターをしながら日銭を稼ぎ生活し、人体実験により後天的に不死身に近い治癒能力を得たミュータント。第四の壁を破ることが出来る。

### X-MEN（アース不明）
チャールズ・エグゼビア / プロフェッサーX
演 - パトリック・スチュワート
世界で最も強力なテレパスのミュータントにして、X-MENの創設者。
エリック・レーンシャー / マグニートー
演 - イアン・マッケラン
磁力で金属を操る能力を持つミュータントで、「地球上で最も強力なミュータントの1人」であるX-MENの宿敵にして、チャールズ・エグゼビアの親友。
ハンク・マッコイ / ビースト
演 - ケルシー・グラマー
全身が青色の野獣の容姿と、驚異的な怪力と卓越した俊敏性を持つミュータントにして、天才科学者の男。チャールズ・エグゼビアの親友でもある。
カート・ワグナー / ナイトクローラー
演 - アラン・カミング
瞬間移動能力と、青黒い肌に尻尾の姿を持ったミュータント。
レイヴン・ダークホルム / ミスティーク
演 - レベッカ・ローミン
あらゆる人物への変身能力を持つミュータント。
スコット・サマーズ / サイクロップス
演 - ジェームズ・マースデン
両目から破壊光線オプティック・ブラストを発射する能力を持つミュータントにして、X-MENのリーダー。

### その他
ヴィクター・フォン・ドゥーム / ドクター・ドゥーム
演 - ロバート・ダウニー・Jr.
銀色の仮面を被った天才科学者にして本作のメインヴィラン。演じるダウニー・Jr.は、MCUにてトニー・スターク / アイアンマンを演じていた。
ロキ
演 - トム・ヒドルストン
北欧神話の悪戯の神“ロキ”のモデルであり、アベンジャーズの一員である雷神ソーの義弟で裏切りの神。本作に登場するのはテッセラクト(四次元キューブ)を使ってアベンジャーズの下から逃亡した2012年のロキであり、紆余曲折を経て現在は幾多のマルチバースと時空を束ねている神となっている。
レミー・ルボー / ガンビット
演 - チャニング・テイタム
トランプカードなどの物体にエネルギーを込め、自由自在に放出・爆発させる能力を持つ虚無空間にいたミュータント。

## プロダクション
主要撮影は、バッキンガムシャーのパインウッド・スタジオで2025年4月12日に開始され。

## 音楽
2024年4月、『アベンジャーズ』で音楽を担当したアラン・シルヴェストリが、本作のスコアを担当することが明らかにされた。

### 参考
1. ↑  “Marvel Announces 'Avengers: Doomsday' and 'Avengers: Secret Wars' Directed by the Russo Brothers”. Variety (2024年7月28日). 2024年7月29日時点のオリジナルよりアーカイブ。2024年7月29日閲覧。
2. 1 2 3 4 5 6 7 8 9 10 11 12 13 14 15 16 17 18 19 20 21 22  “Marvel Unveils 'Avengers: Doomsday' Cast with MCU Mainstays and 'X-Men', 'Fantastic Four' Stars”. The Hollywood Reporter (2025年3月26日). 2025年3月26日時点のオリジナルよりアーカイブ。2025年3月26日閲覧。
3. 1 2 3 4  “'The Fantastic Four: First Steps' Unveiled As Official Title Of Marvel Pic; Core Four Will Appear In Next Two 'Avengers' Movies – Comic-Con”. Deadline Hollywood (2024年7月28日). 2024年7月28日時点のオリジナルよりアーカイブ。2024年7月28日閲覧。
4. ↑  “Robert Downey Jr. Back as Doctor Doom for Two 'Avengers' Movies”. The Hollywood Reporter (2024年7月28日). 2024年7月28日時点のオリジナルよりアーカイブ。2024年7月28日閲覧。
5. ↑  Hambrick, Allison (2025年4月12日). “Avengers: Doomsday Set Photos Reveal First Look At Returning X-Men Cast Members”. Screen Rant. 2025年4月12日時点のオリジナルよりアーカイブ。2025年4月12日閲覧。
6. ↑  Murray, Emily (2024年4月30日). “The composer behind Marvel's Avengers: Endgame teases a return to the MCU”. Total Film.  GamesRadar+. 2024年4月30日時点のオリジナルよりアーカイブ。2024年7月29日閲覧。
7. ↑  “Alan Silvestri to Score Marvel Studios' 'Avengers: Doomsday' & 'Secret Wars'”. Film Music Reporter (2024年7月29日). 2024年7月29日時点のオリジナルよりアーカイブ。2024年7月29日閲覧。